# Сейткулов, Мухамедхан
Мухамедха́н Сейтку́лов (каз. Мұхамедхан Сейтқұлов; 22 апреля 1870 — 2 декабря 1937, Семипалатинск, Восточно-Казахстанская область) — просветитель, меценат, видный деятель культуры, сторонник движения Алаш.
Расстрелян 2 декабря 1937 приговором тройки УНКВД по Восточно-Казахстанской области. Реабилитирован в 1989 г.

## Биография
Владел мусульманской и русской грамотами, читал на казахском, русском, татарском, арабском языках. Имам в медресе Ахмета Ризы в Семипалатинске, давал уроки по основам ислама в мечети Тыныбая. Происходит из рода шога племени уак.
Дом М. Сейткулова, находившийся в Заречной слободке Семипалатинска, около мечети Тыныбая, был центром просвещения и культуры, где происходило духовное общение и становление многих исторических личностей казахского народа. Богатая библиотека хозяина дома на многих языках была открыта для всех, кто интересовался культурой своего народа. М. Сейткулов выписывал и привозил отовсюду много газет и журналов того времени на казахском, татарском и русском языках, например, первый казахский журнал «Айқап» и газету «Қазақ»; татарскую газету «Уақыт», журнал «Шура»; газету «Сары-арқа» и журнал «Абай», которые издавались в Семипалатинске в 1917—1918 годах. Щедрый меценат, он финансировал журнал «Абай», выходивший под редакцией Ж. Аймауытова и М. Ауэзова, газеты «Сары-Арқа» и «Қазақ». Собирал и хранил рукописи, народно-исторические поэмы, эпос.
В доме М. Сейткулова останавливались, приезжая в Семипалатинск, Абай и его ученики, Шакарим и алашординцы, певцы и композиторы: Алихан Букейханов, Ахмет Байтурсунов, Магжан Жумабаев, Мыржакып Дулатов, Жусипбек Аймауытов, Мухамеджан Тынышпаев, Халел Габбасов, Султанмахмут Торайгыров, Ыдырыс Мустамбаев, Сабит Донентаев, Манен Турганбаев, Амре Кашаубаев, Алмагамбет Капсалемов, Иса Байзаков, Исаин Жанбырбаев и многие другие. Частым гостем был Мухтар Ауэзов, в то время студент учительской семинарии. М. Сейткулов создал все условия для проведения в своём доме репетиций пьес «Енлік-Кебек», «Қарагөз», «Бәйбіше тоқал», «Ел ағасы» М. Ауэзова.
М. Сейткулов поддержал А. Н. Букейханова и выступал вместе с ним на сходе жителей Заречной слободки г. Семипалатинска с призывом вернуть городу исконное название «Алаш».
В 1911 году внёс залог, чтобы освободить М. Дулатова и Шакарима из-под ареста; помогал во многих делах алашординцев. В 1912 году, в один из приездов Шакарима в дом М. Сейткулова, была сделана известная фотография поэта, которая долгое время хранилась в доме Мухамедхановых.
Неоднократно подвергался репрессиям:
- в 1921 году был конфискован дом — передан казахской начальной школе № 20, хозяевам были оставлены только 2 комнаты[2][4];
- в 1928 году лишён оставшихся комнат, конфискованы табуны лошадей; М. Сейткулов купил 4-комнатный дом[4][2];
- был арестован в 1930 году[1]; тройкой при ПП ОГПУ в Казахской АССР 25 июня 1930 года по обвинению по статье 5810 УК РСФСР приговорён к 3 годам лишения свободы условно[8];
- в 1932 году конфискован дом, купленный в 1928; семья переехала в маленький дом по улице Солдатской[4][9].

24 ноября 1937 года был арестован НКВД Семипалатинска. 2 декабря 1937 года тройкой УНКВД по Восточно-Казахстанской области по статье 5810 УК РСФСР приговорён к высшей мере наказания. Расстрелян в тот же день; место расстрела и захоронения неизвестно.
Реабилитирован 25 апреля 1989 года Семипалатинской областной прокуратурой на основании Указа Президиума Верховного Совета СССР от 16 января 1989 года.

### Семья
Жена — Макыпжамал Сейткулова. Дети:
- Каюм[7] (1916—2004) — основоположник научного абаеведения, автор текста первого Государственного гимна Казахской ССР,
- Курмангали (1918-1946) педагог, участник Сталинградской битвы ВОВ, получил тяжелые ранения.
- Маулетхан (1924-1942) студентом Семипалатинского пединститута ушел на фронт, пропал без вести.
- Гульсум (1905-1976)

## Память
О Мухамедхане Сейткулове и о его историческом доме было написано в энциклопедиях «Шакарим», «Ауэзов», в книге
«Мухтар Ауэзов в воспоминаниях современников», «Тінібай мешіті», «Әке мен бала: Мұхамедхан Сейтқұлов пен Қайым Мұхамедханов — Оттан патриоттары» и др.
Именем М.Сейткулова названа улица в Караганде.